# Los Olivos, Michoacán de Ocampo
Los Olivos är en ort i Mexiko.   Den ligger i kommunen Maravatío och delstaten Michoacán de Ocampo, i den södra delen av landet, 150 km väster om huvudstaden Mexico City. Los Olivos ligger 2 139 meter över havet och antalet invånare är 295.
Terrängen runt Los Olivos är kuperad västerut, men österut är den platt. Runt Los Olivos är det ganska tätbefolkat, med 104 invånare per kvadratkilometer. Närmaste större samhälle är Maravatío, 4,6 km sydost om Los Olivos. I omgivningarna runt Los Olivos växer huvudsakligen savannskog.